# 樊迟墓
樊迟墓，位于山东省济宁市鱼台县王鲁镇武台村，是中华人民共和国山东省文物保护单位之一。
2006年12月7日，授予山东省文物保护单位，是一座古墓葬。